# 2015년 1월 일드프랑스 테러

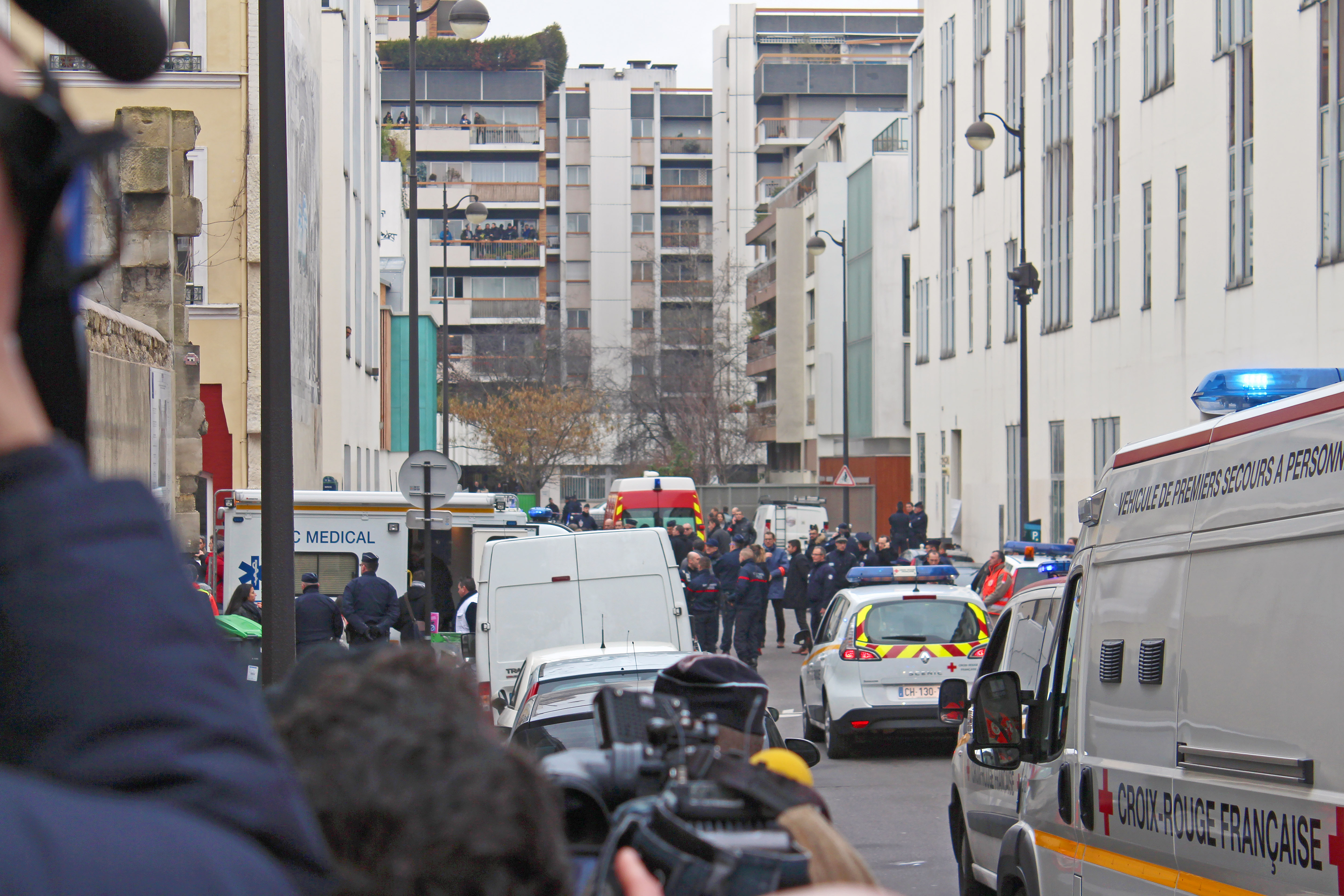

2015년 1월 일드프랑스 공격(프랑스어: Attentats de janvier 2015 en France)은 2015년 1월 7일부터 9일까지 프랑스 일드프랑스 지역에서 여러차례 발생한 테러 사건이다.

## 사건

### 퐁트네오로즈 및 몽루주 총격 사건
아메드 쿨리발리는 샤를리 에브도 테러가 일어나고 몇 시간 후 퐁트네오로즈에서 조깅하던 남성을 총격하여 사망에 이르게 했으며, 1월 8일 몽루주에서는 여성 경찰관을 총격하여 사망하였다.

### 다마르탱앙고엘레 인질극
1월 9일, 샤를리 에브도 테러의 범인인 사이드 쿠아시와 셰리프 쿠아시가 다마르탱앙고엘레에서 인질극을 벌였으며, 샤를 드 골 공항의 활주로 두 곳이 폐쇄되었다.

## 같이 보기
- TV5Monde
- 2015년 11월 파리 테러